# 鶴見線物語
鶴見線物語（つるみせんものがたり）は、神奈川県横浜市鶴見区のケーブルテレビ局「YOUテレビ」で放送されている横浜をテーマにしたドキュメント番組「横浜ミストリー」の1番組として、2005年4月からの1ヶ月間放映された番組である。
女優の柊瑠美が「鶴見線の小さな旅」というタイトルで実際に鶴見線に乗り鶴見線の歴史や魅力をリポートしていくという内容。

## 鶴見線の小さな旅

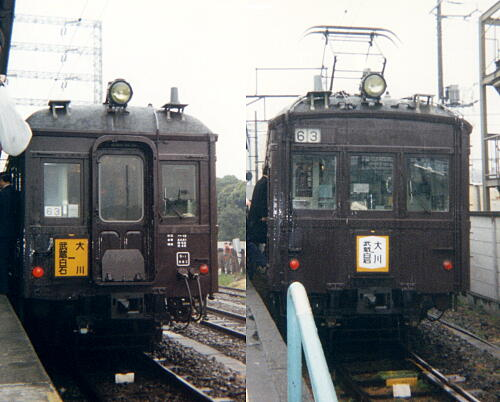
タンコロことクモハ12形 - 左側が後方部の前面、右側が前方部の前面（1996年撮影）

鶴見線の小さな旅、最初の目的地は安善駅。この駅の近くにある東亜鉄工の敷地内には京浜工業地帯発展の功労者の一人で鶴見臨港鉄道（鶴見線の前身）の初代社長でもあった浅野総一郎の像が立っている。
次の目的地は武蔵白石駅。この駅には線路が2つに分かれている部分がある。鶴見線の終点、扇町方面に行く線路と大川支線という大川駅へ行く線路の2つがある。この大川支線は運行本数が非常に少なく、朝と夕方しか運行されていない。また、大川支線が通る大川支線第5橋梁には、1945年（昭和20年）の第二次世界大戦中にアメリカ軍から空襲を受けた際に打ち込まれた弾丸の痕が残されている。この大川支線には、クモハ12形電車と呼ばれるチョコレート色の小さな電車が通っていた。この電車にはタンコロという愛称がつけられ、鶴見線の中でも名物電車の一つとして親しまれていた。タンコロという名前の由来は、短い車体の一両きりで走るところから鉄道マニアがそう呼ぶようになったという説がある。
この大川支線の線路は非常にカーブがきつく、17mの短い電車しか通過できないという欠点があった。その為にタンコロが使われていたと言われている。
放映時の2005年時点では、大川支線の電車は武蔵白石駅には停車しない。タンコロが老朽化し使い物にならなくなってしまい、とはいえ廃線にするわけにいかず20mの電車を通せるようにする為に1996年（平成8年）に大川支線の停車ホームを壊した為である。それと同時にタンコロも引退した。
次の目的地は鶴見線の終点、扇町駅。この駅から東に歩いて10kmぐらいの所に東扇島がありそこに2007年（平成19年）、川崎市東扇島東公園・海浜公園が完成する。これは国土交通省と川崎市の共同プロジェクトによるものであり、砂浜が再生されるなど様々なアイデアが盛り込まれている。もともと海浜公園を作ろうと考えたきっかけは1930年代後半から戦前までこの地に扇島海水浴場があり、当時海がとてもきれいで、ひと夏に20万人の人出で賑ったそうだ。ぜひ、それを現在に再現してみたいということから始まったのだという。扇島の海水浴場には鶴見線が利用されていた。戦前まで夏の間だけ「海水浴前」という臨時駅ができて海水浴場までポンポン船を使い人を運んだという。もしこの地に海浜公園が完成すれば、その当時の風景を再現できるかもしれない。
最後に鶴見線の中でも海がよく見える駅として有名な海芝浦駅が紹介された。

## タンコロ電車のその後
この番組では、大川支線を走っていたタンコロ電車のその後の行方も紹介されていた。
放映時の2005年現在タンコロは、東京都品川区にあるJR東京総合車両センターに保管されている。通常は一般公開されていないが、今回は特別に紹介していた。

## 出演者
- 柊瑠美（女優　番組のナビゲーター）
- 大野浩光（ガイド・浅野学園教諭）
- 林 正己（ガイド・鶴見歴史の会）
- 横森昭吉（ガイド・川崎の海の歴史保存会）

## スタッフ
- 監修：館岡精一
- 撮影：佐藤勝巳、梶浦明人
- 音声：青山謙一
- メイク：今村麗子
- AD：佐々木愛
- 資料提供：鶴見臨港鉄道株式会社、倉形泰造、長谷川皓（「わが町の今と昔(7)鶴見区編」より）
- 協力：JR東日本、国土交通省京浜工事事務所、川崎市港湾局、東亜鉄工株式会社、東芝京浜事務所、首都高速道路公団他
- ディレクター：高科英昭
- プロデューサー：松井秀明
- 制作プロデューサー：河野通男
- 製作著作：YOUテレビ